# 瑟尔克河谷圣尼古拉
瑟尔克河谷圣尼古拉（德語：Sankt Nikolai im Sölktal）是奥地利施泰尔马克州利岑县的一个市镇。总面积135.38平方公里，总人口519人，人口密度3.8人/平方公里（2005年）。